# Jiří II. Haličsko-Vladiměřský

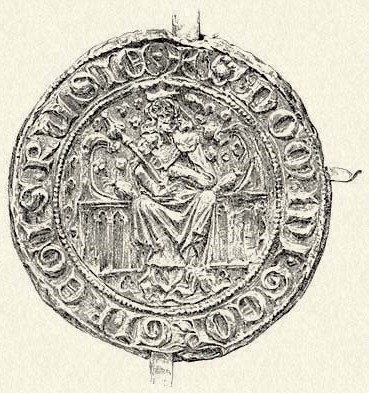
Trojdeničova pečeť (rok 1335)

Jiří II., Boleslav Trojdenovič (1308 – 7. dubna 1340), kníže mazovský natus dux, kníže haličsko-vladiměřský dominus Russie (1323-1340), syn Trojdena I  a kněžny Marii, vnuk Boleslava II Mazovského (Piastovci), z matčiny strany vnuk Jiřího I. Lvoviče, knížete haličsko-volyňského. Jeho ženou byla litevská kněžna Eufemia, dcera velkoknížete Gediminase (děd Vladislava II. Jagella).
Kníže byl pokřtěn jménem Boleslav, teprve po převzetí haličského trůnu a přijetí pravoslaví v roce 1325a přijal jméno Jiří II. na počest svého děda Jiřího I. Dle slibu papeži Janu XXII. učiněného vrátil se však do církve katolické.
Politicky následoval příkladu svých předchůdců, v letech 1325-1327 s řádem Německých rytířů sliboval řádu všemožnou ochranu proti vpádům tatarským. Po smrti polského krále Vladislava Lokýtka uzavřel nástupce jeho Kazimír Veliký s Německým rytíři mír, a obnovil v letech 1334-1335 staré styky s řádem a tím se spolek polsko-litevský zase uvolnil.
Zemřel bez potomků 7. dubna roku 1340, podle soudobých pramenů otráven bojary. S ním vzalo za své i království Haličsko-Vladiměřské, jsouc znovu přičleněno k zemím Polska.